# Martin Petráš
Martin Petráš (* 2. November 1979 in Bojnice, Tschechoslowakei) ist ein ehemaliger slowakischer Fußballspieler.

## Vereinskarriere
Petráš begann mit dem Fußballspielen bei Baník Prievidza, in der Saison 1998/99 schaffte er den Sprung in die erste Mannschaft. Im Sommer 2000 wechselte der Slowake nach Tschechien und schloss sich dem FK Jablonec an. Durch gute Leistungen machte er den Spitzenklub Sparta Prag auf sicher aufmerksam, der den großgewachsenen Verteidiger im Sommer 2002 unter Vertrag nahm. In der Vorbereitung auf die Saison 2002/03 verletzte sich Petráš, spielte sich nach seiner Genesung dann aber in die Stammelf und holte mit Sparta den tschechischen Titel. Eine erneute Verletzung bremste ihn erneut aus, ehe er ab 2004 wieder Stammspieler bei Sparta war, das 2005 erneut tschechischer Meister wurde.
Im Januar 2006 wechselte Petráš über den formalen Umweg FBK Kaunas zum schottischen Erstligisten Heart of Midlothian, wo er allerdings nur fünf Mal zum Einsatz kam. Im Sommer 2006 ging der Slowake zum italienischen Zweitligisten US Lecce. Im Januar 2007 wechselte Petráš erneut den Klub und spielte auf Leihbasis für den FBC Treviso. Im August 2007 ging der Abwehrspieler ablösefrei zum US Triestina, für den er in zwei Jahren auf 44 Spiele und zwei Tore in der Serie B kam. Zur Saison 2009/10 wechselte Petráš abermals und schloss sich dem AC Cesena an, mit dem ihm der Aufstieg in die Serie A gelang.

## Nationalmannschaft
Petráš spielt seit 2002 regelmäßig für die slowakische Nationalmannschaft und stand auch im Kader der Slowakei für die Endrunde der Fußball-Weltmeisterschaft 2010 in Südafrika. Im Jahr 2000 nahm er mit der slowakischen Auswahl an den Olympischen Sommerspielen in Sydney teil.